# Kostís Palamás
Kostís Palamás (en griego: Κωστής Παλαμάς; Patras, 13 de enero de 1859-27 de febrero de 1943) fue un poeta y dramaturgo griego, autor de la letra del himno Olímpico. 
Estudió en la Universidad de Atenas, de la que fue más tarde secretario. Con su poesía ensanchó las posibilidades de la lengua hablada o demótico, postergada hasta entonces.

## Biografía
Palamás nació en Patras en 1859. Tras perder a su padre y a su madre a la edad de siete años, pasó el resto de su infancia junto a su tío Dimitris en Mesolongi. Comenzó a escribir poemas a los nueve años. En 1875 partió a Atenas para estudiar Derecho, pero pronto abandonó sus estudios para dedicarse a la literatura. Tras casarse con María Valvi, en 1897 fue nombrado secretario de la Universidad de Atenas, cargo que mantuvo hasta su jubilación en 1928. Murió en Atenas en febrero de 1943.

## Trayectoria poética
En su primer libro, Las canciones de mi patria, celebra la belleza de las canciones tradicionales griegas y el valor estético de la lengua popular. Su Himno a Atenea, compuesto en decapentasílabos, supone una celebración del paganismo como base de la civilización griega y expresión del culto a la naturaleza y a luz que ama el poeta. Los ojos de mi alma toma su título de un verso de Dionisos Solomós y supone un giro hacia el intimismo y la poética simbolista. La tumba es una elegía por la muerte de uno de sus hijos y un lamento por la situación del país. 
El dodecálogo del gitano se han comparado con La leyenda de los siglos de Victor Hugo: se trata de una epopeya cuyo protagonista colectivo es el pueblo gitano, de destino incierto. Tras la muerte de todas las religiones, los dioses resucitan gracias al poder creador de la música.
El caramillo del rey evoca la grandeza de Bizancio, que renueva la civilización clásica y sirve de base al helenismo moderno.
En Palamás se manifiesta una tentación constante de caer en la desesperación superada por una fidelidad irracional, casi mística, a la "desnudez inmortal de Grecia":
Todos los fuegos creadores se han apagado en la ciudad. En la iglesia, en el horno, en la casa, en el taller, en todas partes, en la ciudadela o en el corazón, solo quedan tizones apagados y cenizas. ¡Canto de los héroes, resuena! ¡Adelante, canción de los héroes! ¡Sobre los rescoldos medio consumidos, enciéndete, oh llama, y brilla de nuevo!
Fue amigo de la bailarina clásica española Àurea de Sarrà, discípula de Isadora Duncan, a la que dedicó algunos poemas, por ejemplo "Níobe".

## Obras
- Las canciones de mi patria (1886)
- Himno a Atenea (1889)
- Los ojos de mi alma (1892)
- Yambos y anapestos (1897)
- La tumba (1898)
- Los saludos de la nacida de sol (1900)
- La vida inquebrantable (1904)
- El dodecálogo del gitano (1907)
- El caramillo del rey (1910)
- Las penas de la laguna (1912)
- Altares (1915)
- Contratiempos (1919)
- Versos cobardes y duros (1928)
- Pasos y saludos (1931)
- Las noches de Fimios (1935)